# Племянницы госпожи полковницы (фильм, 1968)
«Племянницы госпожи полковницы» — немецкий эротический фильм 1968 года режиссёра Эрвина Дитриха, по мотивам романа «Кузины полковницы» 1880 года, приписываемому Ги де Мопассану.
Один из самых посещаемых кинофильмов ФРГ в 1968 году — примерно 5 миллионов зрителей, 20 строчка среди фильмов ФРГ, при таком прокате фильм не получил положенной ему кинопремии «Золотой экран» только потому что заявка режиссёра была отклонена из-за жанра фильма.
В 1980 году режиссёр, с тем же оператором, сам же снял ремейк своего же фильма, более откровенный, с французскими проноактрисами.

## Сюжет
Мадам Янне — еще очень молодая вдова офицера. Она заботится о своих хорошеньких племянницах Джулии и Флорентине. Поскольку девушки слишком понравились друг другу и живут лесбийскими навязчивыми идеями, тётушка решает, что им пора бы познакомиться с мужчинами, но заботящаяся о племянницах, она хотела бы сама вначале проверить качества любовников, чтобы они не разочаровали неопытных девушек.

## В ролях
- Кай Фишер — Клариса, госпожа полковница
- Хейдрун Ханкамер — Джулия
- Тамара Барони — Флорентина
- Хайнер Хитц — Александр
- Стивен Тедд -Тед
- Ничего Клауса — Гастон

## О фильме
Весьма смелый для 1968 года фильм, однако, не является собственно секс-фильмом, и не так смел в эротических сценах как ремейк 1980 года, но при этом:

по содержанию оригинал может предложить гораздо больше и серьёзно считается более скандальным. Психологически и сексуально здесь, во всяком случае, гораздо более глубокие сцены, чем просто безобидные лесбийские махинации римейка.

это очень красиво снятый фильм, который ставит перед собой задачу сочетать эстетику и очарование с хорошо известной историей, основанной на подсознательном юморе.

## Литературная основа
Фильм является вольной экранизацией французского эротического романа 1880 года «Кузины полковницы», в оригинале «Les Cousines de la Colonelle» за авторством Madame la Vicomtesse de Cœur-Brûlant (мадам виконтесса Пламенное Сердце). Вопрос авторства является дискуссионным. Роман приписывался Ги де Мопассану, в то же время реальным автором называют маркизу Анриэтту де Маннури д’Экто (marquise de Mannoury d’Ectot): влиятельная дама, племянница учёного Никола Леблана, владевшая поместьем близ Аржантана в Нормандии, где устраивала литературные салоны, который посещал в том числе и Мопассан.
На русский язык отрывки романа в переводе Аси Петровой были опубликованы в 2012 году в журнале «Иностранная литература».

В произведении, ставшем знаковым для эротической литературы, рассказывается захватывающая, полная приключений и любовных интриг жизнь двух сестер; эта книга совмещает в себе жанры семейной хроники и женского галантного романа.